# رانت‌خواهی
در علم اقتصاد و در قضیه انتخاب عمومی، رانت خواهی به معنای تلاش برای افزودن سهم شخص از ثروت موجود بدون خلق ثروت جدید است. رانت خواهی منجر به کم شدن بهره‌وری اقتصادی از طریق تخصیص منابع ضعیف، کاهش ایجاد ثروت واقعی، از دست رفتن درآمد دولت، افزوده شدن نابرابری در درآمد، و احتمالاً افول ملی می‌شود.
تلاش برای چنگ اندازی بر سازمان‌های نظارتی به منظور کسب انحصار اجباری می‌تواند برای رانت خواهان در بازار مزیت‌هایی ایجاد کند و بر رقبای (غیر فاسد) ضرر ایجاد کند. این ایده در اصل توسط گوردون تالک طرح شد و اصل این لفظ توسط ان کروگر رایج شد.